# Dardanus
Dardanus – opera Jeana-Philippe’a Rameau, składająca się z 5 aktów z prologiem. Jej pierwsza wersja powstała w 1739, druga w 1744, a trzecia (bez prologu) w 1760. Została skomponowana dla opery w Paryżu na sezon 1739. Jest typową francuską operą barokową.
W 2000 została wydobyta z zapomnienia przez nagranie zespołu Les Musiciens du Louvre, prowadzonego przez Marca Minkowskiego.

## Osoby
| Rola                             | Głos         | Aktor (1739)             | Aktor (1744)                                |
| -------------------------------- | ------------ | ------------------------ | ------------------------------------------- |
| Wenus (Vénus) – bogini miłości   | sopran       | mademoiselle Erémans     | Marie Fel                                   |
| Kupidyn (L'amour) – bóg miłości  | sopran       | mademoiselle Bourbonnais | Marie-Angélique Coupé                       |
| Rozkosz (Plaisir)                | sopran       | ?                        | ?                                           |
| Dardanus – syn Elektry i Jowisza | haute-contre | Pierre Jélyotte          | Pierre Jélyotte                             |
| Iphise – córka króla Teucera     | sopran       | Marie Pélisier           | Cathérine-Nicole Le Maure                   |
| Teucer – król Frygii             | bas-baryton  | François Le Page         | Claude-Louis-Dominique de Chassé de Chinais |
| Anténor                          | bas-baryton  | M. Albert                | François Le Page                            |
| Isménor – czarodziej             | bas-baryton  | François Le Page         | Claude-Louis-Dominique de Chassé de Chinais |
| Arcas                            | haute-contre | brak                     | Jean-Antoine Bérard                         |
| Frygijczyk                       | bas-baryton  | ?                        | ?                                           |
| Frygijka                         | sopran       | Marie Fel                | Marie Fel                                   |
| Pierwszy Sen                     | sopran       | Marie Fel                | brak                                        |
| Drugi Sen                        | haute-contre | Jean-Antoine Bérard      | brak                                        |
| Trzeci Sen                       | bas-baryton  | Jean Dun                 | brak                                        |

## Treść
Tragedia liryczna w pięciu aktach z prologiem. Akcja rozgrywa się w państwie Teucera, króla Frygii.

### Prolog
W pałacu na wyspie Kythirze Kupidyn i chór Gracji śpiewają i tańczą dla Wenus, bogini miłości. Radosną atmosferę przerywa Zazdrość oraz chór Kłopotów i Podejrzeń. Wenus nakazuje więc skuć Zazdrość w łańcuchy. Kupidyn i jego świta, wyzwoleni spod ciężaru borykających ich Kłopotów, zapadają w głęboki sen. Zazdrość okazuje się konieczna, by przywrócić ich do życia.

### Akt I
Iphise, córka króla, kocha potajemnie Dardanusa, syna Jowisza. Ten jest jednak wrogiem jej ojca, który życzy sobie, aby Iphise wyszła za mąż za Anténora. Jedyną osobą, która może jej pomóc, jest czarodziej Isménor.

### Akt II
Isménora prosi o pomoc także Dardanus. Czarodziej daje mu różdżkę, dzięki której można dowolnie zmieniać swoją postać. Dardanus zmienia się więc w samego Isménora. Kiedy nadchodzi Iphise, zwierza się fałszywemu czarodziejowi ze swej miłości do Dardanusa. Ten staje przed nią w prawdziwej postaci, a przerażona Iphise ucieka.

### Akt III
Dardanus trafia do frygijskiego więzienia – wierni poddani króla Teucera cieszą się i ucztują. Radosny nastrój przerywa nowina, że królestwo pustoszy potwór wysłany przez Neptuna. Anténor wyrusza by zabić smoka.

### Akt IV
Oswobodzony Dardanus, z pomocą czarodzieja Isménora i bogini Wenus, pokonuje smoka, ratując w ten sposób życie swojego rywala – Anténora.

### Akt V
Pogromca smoka dostaje w nagrodę za żonę księżniczkę – uszczęśliwiona Iphise wychodzi za mąż za Dardanusa.